# 左側通行の国一覧

車両の左側通行を行っている地域
車両の右側通行を行っている地域

車両の通行における左側通行の国または地域の一覧である。2025年現在、左側通行を採用しているのは53の国家・地域。

## アジア

### 東アジア
- 日本

### 東南アジア
- タイ
- マレーシア
- シンガポール
- ブルネイ
- インドネシア
- 東ティモール

### 南アジア
- ブータン
- ネパール
- バングラデシュ
- インド
- スリランカ
- モルディブ
- パキスタン

### 西アジア
- キプロス

### 非主権地域
- 中国
  -  香港
  -  マカオ
- オーストラリア
  -  クリスマス島
  -  ココス諸島

## ヨーロッパ
- イギリス
- アイルランド
- マルタ

### 非主権地域
- イギリス
  -  ジャージー
  -  ガーンジー
  -  マン島

## アフリカ

### 東アフリカ
- ケニア
- ウガンダ
- タンザニア
- セーシェル
- モーリシャス
- モザンビーク
- マラウイ
- ザンビア
- ジンバブエ

### 南部アフリカ
- ボツワナ
- ナミビア
- 南アフリカ共和国
- エスワティニ
- レソト

### 非主権地域
- イギリス
  -  セントヘレナ

## アメリカ

### 北アメリカ
- バハマ
- ジャマイカ
- セントクリストファー・ネイビス
- アンティグア・バーブーダ
- ドミニカ国
- セントルシア
- セントビンセント・グレナディーン
- グレナダ
- バルバドス
- トリニダード・トバゴ

### 南アメリカ
- ガイアナ
- スリナム

### 非主権地域
- イギリス
  -  バミューダ
  -  タークス・カイコス諸島
  -  ケイマン諸島
  -  イギリス領ヴァージン諸島
  -  アンギラ
  -  モントセラト
  -  フォークランド諸島
- アメリカ合衆国
  -  アメリカ領ヴァージン諸島

## オセアニア
- オーストラリア
- ニュージーランド
- キリバス
- ツバル
- ナウル
- ソロモン諸島
- パプアニューギニア
- サモア
- トンガ
- フィジー

### 非主権地域
- イギリス
  -  ピトケアン諸島
- オーストラリア
  -  ノーフォーク島
- ニュージーランド
  -  トケラウ
  -  クック諸島
  -  ニウエ